# Christen Købke
Christen Köbke (Copenaghen, 1810 – 1848) è stato un pittore danese.

## Biografia
Allievo di Christoffer Wilhelm Eckersberg, fu tra i più noti pittori nella Danimarca dell'Ottocento. A lui dobbiamo le decorazioni del museo Thorvaldsen e vedute di Pompei, dipinte durante il soggiorno italiano (1838-1840). Købke arrivò a Capri a settembre 1839, insieme al pittore Constantin Hansen. Si fermò lì tre mesi, dipinse vedute di Capri e riempì cartelle di disegni di paesaggi capresi, con l'idea di trasformarli poi in incisioni.